# Torpedo (rog)
Het geslacht Torpedo (echte sidderroggen) is een groep van Batoidea (Roggen) met grote borstvinnen. Van sidderroggen is bekend dat ze elektrische ontladingen (stroomschokken) kunnen afgeven met een spanning van 8 tot wel 220 volt. Deze stroomschokken gebruikt het dier zowel ter verdediging als bij de jacht, waarbij de prooi wordt verdoofd en daarna verslonden. Het Latijnse woord torpedo betekent ook verdoving of verlamming.

Het geslacht bestaat uit 11 soorten.

## Taxonomie
- Torpedo adenensis Carvalho, Stehmann & Manilo, 2002
- Torpedo alexandrinsis Mazhar, 1987
- Torpedo andersoni Bullis, 1962 – Floridasidderrog
- Torpedo bauchotae Cadenat, Capapé & Desoutter, 1978 –Rozetsidderrog
- Torpedo fuscomaculata Peters, 1855 – Zwartgestippelde sidderrog
- Torpedo mackayana Metzelaar, 1919 – Mackay's sidderrog
- Torpedo marmorata Risso, 1810 – Gemarmerde sidderrog
- Torpedo panthera Olfers, 1831
- Torpedo sinuspersici Olfers, 1831 – Perzische Golfsidderrog
- Torpedo suessii Steindachner, 1898
- Torpedo torpedo (Linnaeus, 1758) – Gevlekte sidderrog